# Carlephyton
Carlephyton, rod kozlačevki smješten u tribus Arophyteae, dio je potporodice Aroideae. . Pripada mu četiri priznate vrste madagaskarskih endema.
Vrste roda Carlephyton su gomoljasti geofiti tropski listopadnih šuma, na vapnencu ili bazaltu i po pukotinama stijena.

## Vrste
1. Carlephyton darainense Bogner & Nusb.
2. Carlephyton diegoense Bogner
3. Carlephyton glaucophyllum Bogner
4. Carlephyton madagascariense Jum.